# Trentepohlia (Paramongoma) pallidistigma
Trentepohlia (Paramongoma) pallidistigma is een tweevleugelige uit de familie steltmuggen (Limoniidae). De soort komt voor in het Neotropisch gebied.